# آدون

نمایی از موسسهٔ ملی فیزیک هسته‌ای در فراسکاتی ایتالیا (۲۰۱۵). دستگاه آدون طی سال‌های ۱۹۶۹ تا ۱۹۹۳ در این موسسه استفاده می‌شد.

آدون نخستین برخورددهنده پرانرژی(۱.۵GeV) ذرات بود. این دستگاه طی سال‌های ۱۹۶۹ تا ۱۹۹۳ در موسسهٔ ملی فیزیک هسته‌ای در فراسکاتی ایتالیا استفاده می‌شد.